# Suikoden Tactics
Suikoden Tactics (ラプソディア, Rhapsodia) est un jeu vidéo de type tactical RPG développé et édité par Konami, sorti en 2005 sur PlayStation 2.

## Accueil
- Electronic Gaming Monthly : 7,33/10[1]
- Eurogamer : 5/10[2]
- Famitsu : 31/40
- Game Informer : 6,75/10[3]
- GameSpot : 7,6/10[4]
- GameSpy : 3/5[5]
- GameZone : 6,6/10[6]
- IGN : 7,3/10[7]